# Interim Standard 95
 (novembre 2023).
Si vous disposez d'ouvrages ou d'articles de référence ou si vous connaissez des sites web de qualité traitant du thème abordé ici, merci de compléter l'article en donnant les références utiles à sa vérifiabilité et en les liant à la section « Notes et références ».

schéma d'un réseau IS-95

Interim Standard 95, souvent abrégé en IS-95, et souvent appelé CDMAOne, est une norme de téléphonie mobile de 2e génération, définissant la communication radioélectrique entre un terminal mobile et une station de base dans un réseau de téléphonie mobile. Elle utilise la technique de codage CDMA (Code Division Multiple Access) et était utilisée principalement en Amérique du Nord. 
La norme IS-95 a été définie par Qualcomm en 1995.
La principale norme concurrente en 2G, le GSM, utilise deux autres techniques de multiplexage : TDMA (Time division multiple access) et FDMA (Frequency Division Multiple Access).